# Культура Шенвеньтао
Культу́ра Шенвеньтао (кит. 細繩紋陶文化, Піньїнь Xìshéng Wéntáo) — відома як Культура шнурової кераміки на Тайвані. Представники в основному використовували кераміку, яку оздоблювали візерунками за допомогою шнура. Культура шнурової кераміки, відома також як культура червоної шнурової кераміки, була доісторичною культурою, поширеною на території західного, в центральній і південній частинах східного узбережжя Тайваню, а також на територіях біля річок Дацзя, Чжошуй, Цзінвень, деяких островах архіпелагу Пенху. Датується приблизно 2700—2500 рр. до н. е.

## Теорії походження та стоянки
Серед тайваньських археологів існують дві основні теорії походження культури шнурової кераміки: міграції з материка та регіональної еволюції. Теорія міграції була запропонована Чжан Гуанчжі в 1969 році. Він вважав, що тайванська культура шнурової кераміки була першою групою, яка прибула на Тайвань з так званих культур Луншань з південно-східного узбережжя материкового Китаю. Теорію регіональної еволюції запропонував Лі Гуанчжоу в 1983 році. Він вважав, що дрібнозерниста кераміка культури в основному як у культури Дабенькен, що може свідчити про взаємозв'язок Основна причина розбіжності у поглядах між цими двома вченими щодо походження культури шнурової кераміки полягає в тому, що Чжан Гуанчжі зосереджувався на тому факті, що деякі характеристики знахідок цієї культури не могли знайти своїх попередників на Тайвані, але вони були подібні до культури Цінляньґан на південно-східному узбережжі материкового Китаю, тоді як Лі Гуанчжоу наголошував на подібності кераміки та кам'яних знарядь між культурами тонкої шнурової кераміки та культурами грубої шнурової кераміки Дабенькен. Два вчені вибрали різні характеристики для порівняння того самого культурного шару та зробили абсолютно різні висновки. З цього приводу Цзан Чженьхуа в 1990 році висунув комплексну теорію, проаналізувавши археологічні дані, знайдені на островах Пенху. Він вважав, що тайванська культура шнурової кераміки справді могла походити від її попередниці, культури Дабенькен. Ця теорія зараз більше визнається археологічною спільнотою, але для її підтвердження потрібні додаткові підтвердження, включаючи дослідження в галузі археології, лінгвістики та антропології.
Багатими на знахідки були нижній рівень Нюматоу і Дінцзе в міському повіті Даду, також залишки культури Шенвеньтао знайдені у Ванляо і Ренде, Юнкані, Нючоуцзи, Фенбітоу, Гаосюн, Кендін, Елуаньбі, Пінтун, Дабенкень, Яньляо, Лаофаньше і порт Лянвень у Пенху.

## Кераміка, знаряддя та життя
Культура шнурової кераміки є найпоширенішою географічно серед доісторичних культур на Тайвані. Принаймні понад 80 місць було виявлено в різних місцях.
Кераміка в основному виготовлена з піску червоного кольору. Основні типи посудин — горщики та миски. Декоративні візерунки — це в основному візерунки з тонких мотузок, які часто наносяться на черевце корпусу кераміки; крім того, можна побачити подряпини, картаті візерунки, відбитки кошиків, різні інші мальовані візерунки. Кам'яними знаряддями були ковані та шліфовані сокири та мотики, прямокутні й півмісячні ножі і кам'яні тесла, наконечники стріл, сітчасті підвіски та увігнуті камені.
Хуан Шіцян і Лю Їчан виокремили в культурі шнурової кераміки у південному Тайвані два типи: Нючоуцзи та Кеньдін. Цзан Чженьхуа вважав, що її можна розділити на типи Пенху Соґан, Піндун Кеньдін і Ґаосюн Фенбітоу.
Сучасні дослідження археологів показують, що основу життя мешканців культури Шенвеньтао складало сільське господарство, адже були виявлені сільськогосподарські знаряддя, такі як кам'яні мотики, сокири, шматки кераміки з відбитками рисового лушпиння. На додаток до сільського господарства, значну кількість залишків становлять молюски, рибні кістки та кістки тварин. Жителі культура шнурової кераміки вживали також морську рибу та тварин. Більшість мешканців жили на приморських дюнах і в горах, а в деяких районах вони рухалися вглиб країни від узбережжя та вздовж річкових долин.